# Danh sách câu lạc bộ bóng đá ở Tanzania
Đây là danh sách không đầy đủ các câu lạc bộ bóng đá ở Tanzania.
Về danh sách đầy đủ, xem Thể loại:Câu lạc bộ bóng đá Tanzania

## A
- African Lyon (Dar es Salaam)
- Albino United FC
- Arusha FC (Arusha)
- Ashanti United S.C.
- Azam FC (Dar es Salaam)
- Ambasadors Fc (kahama)

## B
- Bandari F.C. (Tanzania)

## C
- Coastal Union

## J
- Jamhuri FC
- JKT Mgambo
- JKT Oljoro FC
- JKT Ruvu Stars (Dodoma)

## K
- Kagera Sugar (Bukoba)
- Kahama United
- KMKM

## M
- Maji Maji FC (Songea)
- Malindi F.C.
- Manyema F.C.
- Mbeya City Football Club
- Miembeni S.C.
- Moro United F.C.
- Mseto Sports
- Mtibwa Sugar FC (Turiani)
- Machava F.C(KILIMANJARO)

## P
- Pan African FC
- Polisi Dodoma (Dodoma)
- Polisi Morogoro
- Prisons FC

## R
- Rhino Rangers
- Ruvu Shooting (Coast)

## S
- Simba SC (Dar es Salaam)

## T
- Toto African (Mwanza)

## V
- Villa Squad

## Y
- Young Africans FC (Dar es Salaam)